# Rudice – Seč
Rudice – Seč jsou přírodní památka na jihozápadním okraji Rudice v okrese Blansko v Jihomoravském kraji. Nachází se v místech uzavřeného lomu, v němž jsou odkryty tzv. rudické vrstvy spodnokřídových sedimentů s výskytem fosilií a minerálů železa a křemene. Na dně lomu se vytvořila raná sukcesní stádia společenstev, v nichž roste plavuň vidlačka a žije kuňka obecná.

## Historie
Chráněné území vyhlásila Agentura ochrany přírody a krajiny ČR v kategorii přírodní památka s účinností od 5. července 2022. Přírodní památka se nachází na území lomu uzavřeného v roce 2018. Těžily se v něm sklářské a slévárenské písky, ale těžba v posledních deseti letech provozu byla jen příležitostná. Jezírka, která se v lomu vytvořila, a nezarostlé části lomu slouží k nelegální rekreaci: táboření, motokrosu a cyklokrosu. Škody způsobují rozkopáváním lomových stěn hledači geod nebo děti při svých hrách. Ložiska železné rudy zde byla těžena už v době halštatské a raném středověku.

## Přírodní poměry
Přírodní památka s rozlohou 6,96 hektaru leží v katastrálním území Rudice u Blanska. Nachází se v Drahanské vrchovině v nadmořské výšce 506–522 metrů na území chráněné krajinné oblasti Moravský kras.

### Geologie a geomorfologie
Přírodní památka je jediným odkryvem tzv. rudických vrstev. Vrstvy vznikly ve spodní křídě jako výplň až sto metrů hlubokých sníženin v tehdejším členitém reliéfu (geologické varhany) považovaném za nejstarší projevy krasovění v Moravském krasu. Tvoří je přeplavené zbytky a produkty kaolinicko lateritického zvětrávání. Do spodní části byly splavovány sloučeniny železa, které se na styku s karbonátovým podložím srážely a vytvořily limonitové konkrece s příměsí hematitu. Nad nimi se nachází asi sedmdesát metrů mocné souvrství kaolinických křemenných písků, železitých pískovců a kaolinických jílů. Nejsvrchnější vrstvu tvoří sprašové hlíny a u východního okraje lomu se vyskytují izolované zbřidličnatělé devonské vápence.
Střední souvrství písků obsahuje četné pazourky, rohovcové konkrece a křemité geody. Geody mají běžné rozměry tři až sedm centimetrů, ale jsou známy i nálezy dosahující průměru okolo čtyřiceti centimetrů. Jejich dutiny pokrývají krystaly křišťálu, bělavě či žlutavě zakaleného křemene, vzácněji také ametystu. Objevuje se také chalcedon, karneol nebo kašolong. Lom je také paleontologickou lokalitou, z níž pochází nálezy fosilií amonitů, ježovek, mlžů a hub.
Z útvarů neživé přírody jsou předmětem ochrany rudické vrstvy, oxidické železné rudy, křemičité minerály, fosilie a geologické varhany. Cílem ochrany je jejich zachování bez dobývání ze země nebo lomových stěn.
V geomorfologickém členění Česka přírodní památka leží v Drahanské vrchovině, konkrétně v jejím podcelku Moravský kras a okrsku Rudická plošina.

### Podnebí
V rámci Quittovy klasifikace podnebí se přírodní památka nachází v mírně teplé oblasti MT10, pro kterou jsou typické teploty −2 až −3 °C v lednu a 17 až 18 °C v červenci. Celkový roční úhrn srážek dosahuje 600–700 milimetrů. Letních dnů bývá čtyřicet až padesát, zatímco mrazových dnů 110–130. Sníh zde leží padesát až šedesát dnů v roce.

### Flóra
V lomu se vyvinula dvojice ekosystémů, které byly v přírodní památce zahrnuty do předmětu ochrany. Jsou to makrofytní vegetace přirozeně eutrofních a mezotrofních stojatých vod, u které je cílem zachování raných sukcesních stádií na deseti procentech vodní plochy, a trávníky písčin a mělkých půd – ekosystém obnažených substrátů se sporadickou vegetací. Cílovým stavem je dosažení rozlohy 3,5 hektaru, přičemž osmdesát procent rozlohy by mělo být bez dřevinné vegetace a polovina rozlohy bez bylinné vegetace. Chráněná plavuň vidlačka (Lycopodium clavatum) by měla růst nejméně na ploše sta metrů čtverečních. Z dalších vzácnějších druhů rostlin v lomu roste vemeník dvoulistý (Platanthera bifolia) a mech drobnolístek nahý (Discelium nudum).

### Fauna
Jezírka vzniklá na dně lomu jsou vhodným životním prostředím pro obojživelníky. Stabilní populaci desítek jedinců má v lomu kuňka obecná (Bombina bombina). Kromě ní se v lomu vyskytuje čolek obecný (Lissotriton vulgaris), čolek horský (Ichthyosaura alpestris), ropucha obecná (Bufo bufo), ropucha zelená (Bufotes viridis), rosnička zelená (Hyla arborea), skokan hnědý (Rana temporaria) a skokan štíhlý (Rana dalmatina). Z dalších živočichů byli pozorováni ještěrka obecná (Lacerta agilis), slepýš křehký (Anguis fragilis), užovka obojková (Natrix natrix), krkavec velký (Corvus corax) nebo veverka obecná (Sciurus vulgaris).
Z druhů hmyzu byly v chráněném území ojediněle pozorovány druhy majka obecná (Meloe proscarabaeus), otakárek fenyklový (Papilio machaon), prskavec menší (Brachinus explodens), svižník lesomil (Cicindela sylvicola), bradavičník Celidus humeralis nebo dřepčíci Longitarsus brunneus a Longitarsus holsaticus.